# ベギエ・ド・シャンクルトワ
ベギエ・ド・シャンクルトア（Alexandre-Émile Béguyer de Chancourtois、1820年1月20日 - 1886年11月14日）は、フランスの地質学者・地球科学者・鉱物学者である。メンデレーエフよりも前に元素の周期性を発見した一人である。
シャンクルトアは1862年、彼が「地のらせん」と呼んだ1回転16目盛の原子量のらせんの図に元素を配置すると、縦に似た性質の元素が並ぶことを発表した。しかし、グラフに化合物などを含めてあったのが難であり受け入れられなかった。また、鉱物学者の発表であったことも化学者たちに認められなかった原因であった。